# روگر آندالن
روگر آندالن (انگلیسی: Roger Aandalen؛ زادهٔ ۸ ژوئن ۱۹۶۵) ورزشکار اهل نروژ است.
وی در مسابقات کشوری و بین‌المللی در مجموع برندهٔ ۱ مدال نقره، ۱ مدال برنز شده‌است.